# ناور (چالدران)
ناور یک روستا در ایران است که در دهستان چالدران جنوبی واقع شده‌است. ناور ۵۶۰ نفر جمعیت دارد. این روستا در 24 کیلومتری شمال غرب شهرستان چالدران واقع شده است.